# Танкер
Танкер је брод за превоз течних терета гдје је читав теретни простор подијељен уздужним и попречним преградама у запечаћен дио који се зове танк. За утовар и истовар текућег терета из појединачних танкова, танкери имају посебан систем цјевовода и пумпних уређаја. Први танкери појавили су се крајем 19. вијека и транспортовали нафту из Мексичког залива у Енглеску. Од тада, танкери су присутни у свим морима. Цистерне се могу подијелити по величини и врсти терета који транспортују.

## Конструкција танкера
Поред развоја танкера, покушава се усавршити и конструкција трупа, на првом мјесту како би се осигурала потребна снага. Због релативно мале висине трупа и критичних оптерећења, која могу настати услед неповољно распоређених терета, односно баласта, настају у појединим структурним елементима знатна напрезања, па под одређеним околностима бродски труп може напукнути или се чак преломити. За бољу уздужну снагу, уздужни систем изградње танкера је усвојен 1906. године. Цистерни „Паул Паик” из 1908. године били су опремљени уздужним ребрима, доњом, бочном и палубом и снажним попречним ребром и коленом. Пошто су подужна напрезања пренијета и на попречне елементе, 1925. године је уведена конструкција без кољена.
Скоро истовремено појављују се и други грађевински системи, као што је систем из 1925, са попречним ребрима. Конструкција трупа и даље се мења. Уводе се двије уздужне преграде умјесто досадашњих љетњих танкова, проналазе се нове форме спајања појединих елемената, посебно послије примјене варења и градње супертанкера.
У новије вријеме превладава уздужни систем градње (са уздужним ребрима), иако је доста чест и комбиновани систем, тј. систем са уздужним ребрима на дну и палуби, попречним ребрима на боку у вертикалним укрепима на преградама. Нарочито се пажња обраћа на избор материјала подешеног за варење, уклањање оштрих прекида те положај и систем градње уздужних преграда.
Цио простор испод палубе танкера, од прамчаног до машинског простора, предвиђен је за смјештај терета и подијељен је са једном или две уздужне и неколико попречних преграда у више танкова, тако да у попречном смјеру постоје лијеви и десни бочни и по један централни танк. Танкови носе бројеве од прамца до крме. По попречном правцу, на луку, на крми и у центру брода постоје уски празни простори или тзв. Кофердами за одвајање танкова текућег терета од прамчаног и машинског простора, док централни кофердам служи као простор за сисаљке у већини супертанкера и мамут-танкера; по попречном смеру постоје два бочна и два централна танкова, а између централних танкова у уздужница брода налазе се уздужни кофердами који уједно служе за пролаз цјевовода за оптерећивање и искрцавање терета.

## Подела танкера
Према врсти текућег терета може се изврешити подела на:
- танкере за превоз сирове нафте
- танкере за превоз нафтних деривата[3]
- танкере за превоз течног земног гаса
- танкере за превоз разних хемикалија
- танкере за превоз питке воде
- танкере за превоз посебних терета

Танкери, по правилу имају мање надвође од осталих теретних бродова, али преграде и стабилитет у случају продора воде морају удовољавати нарочитим захтевима, прописаним у Међународној конвенцији о теретним линијама, 1966, и у Међународној конвенцији за заштиту љутског живота на мору, 1974. Танкери се граде за превоз одређене врсте терета, најчешће сирове нафте или њених деривата. Постоје и танкери за друге врсте текућих терета, који понекад изискују посебну конструкцију и опрему. Међутим, типичним танкером сматра се онај што превози сирову нафту, који и по тонажи и по броју бродова надмашује све остале врсте танкера.
Танкери који превозе сирову нафту деле се :
- до 6 000 тона носивости - обалски танкери[1], који превозе нафту и њене деривате дуж обале, а на танкерским терминалима растерећују веће танкере који не могу упловити у плиће луке
- од 6 000 до 35 000 т носивости - танкери мање тонаже.[1]
- од 35 000 до 160 000 т носивости - танкери средње тонаже, у које спадају танкери класе афламакс i суецмакс[1]
- од 160.000 до 400 000 т носивости - супертанкери[1]
- више од 400 000 т носивости - мамут-танкери[1]

Друга подела танкера је:
- 10 000 - 60.000 dwt - Мањи танкер (овај тип се најчешће употребљава за превоз деривата) (до 200 m - број 1 на слици)
- 60 000 - 80 000 dwt - Панамакс
- 80 000 - 110 000 dwt - Афрамакс (до 245 m - број 2 на слици)
- 120 000 - 200 000 dwt - Суецмакс (до 300 m - број 3 на слици)
- 200 000 - 315 000 dwt - VLCC (до 350 m - број 4 на слици)
- 320 000 - 550 000 dwt - ULCC (до 450 m - број 5 на слици)

-, супертанкери од 150 000 и 320 000 т укупне носивости
-, велики супертанкери од 320 000 и 550 000 т укупне носивости

## Систем искрцавања
Крајем 19. века појавили су се први бродови за превоз текућег терета у танковима, развијени да би се омогућио превоз нафте из базена Мексичког залива на тржиште у Великој Британији. Отада, па до данас траје развој бродова за превоз текућих терета. Упоредо с развојем  превоза текућег терета било је потребно решити и проблем складиштења, укрцавања и искрцавања терета. Системи за складиштење терета (танкови) нису се мењали током развоја, а уређаји за манипулацију теретом су претрпели велике промене у изведби, како због повећања величине брода за превоз текућег терета, тако и због захтева што мањег задржавања брода при укрцају и искрцају и еколошких захтева. У почетку развоја, када је величина брода била пуно мања од данашње, уређаји за терет на танкерима су били пуно једноставнији од данашњих. 

### Танкери с преградама
Прве изведбе теретних уређаја на танкерима биле су такве да усисног цевовода није такорећи ни било, већ се на дну сваког танка налазила помична преграда (или више њих) која се отварала приликом укрцаја или искрцаја . Овај систем је захтевао да брод има знатан крмени нагиб приликом искрцаја, а уједно је омогућавао превоз само једне врсте терета. Предност овог система је био врло кратак усисни цевовод и једна црпна станица која је била смештена у или до машинске просторије чиме се олакшавала изведба погона сисаљки. Повећањем величине брода и захтевима за превожењем више врста терета, те због веће количине терета која је остајала у складиштима, а која се није могла искрцати, системи за искрцај терета код бродова за текући терет су усавршени и модификовани.

### Танкери с црпним станицама
Модификација система прекрцаја танкера је била увођењем усисног цевовода и црпне станице у којој су смештене сисаљке за пребацивање терета. Такав систем захтева усисни цевовод изведен посебно за сваки танк те већи број сисаљки чиме се повећава сложеност система. Предност у односу на први описан систем је могућност превоза више врста терета одједном те брже искрцавање. Систем цевовода омогућава да се истодобно обавља онолико врста операција (с различитим врстама терета) колико има сисаљки. На мањим танкерима има 4 до 6 главних сисаљки капацитета 1000 до 1200 t/h, тако да се читав терет може искрцати за 12h (на великим танкерима се систем искрцавања димензионира на 24 сата). Осим главних сисаљки постављају се и мале сисаљке за исушавање танкова, капацитета 100 до 150 t/h с одговарајућим цевоводом. На палуби у средини брода налазе се с обе стране прикључци за покретне цеви које служе за спој с копненим инсталацијама. На танкерима мање и средње тонаже поставља се и један пркључак на крми. Описани системи имају предност да брже искрцавају терет од првоспоменутих, те могу поделити терет на више засебних партија, смештених одвојено на броду. Недостатак овог ситема је губитак простора потребан за уградњу црпних станица, и релативно дуг усисни цевовод, који такође смањује простор за терет, те компликовани систем за отварање вентила, као и изгубљен простор при доводу енергије у црпне станице. Наведени недостаци су узроковали појаву задње генерације танкера који има сисаљку посебно изведену за сваки танк.

### Танкери с уроњивим сисаљкама
Овај систем повећава корисни простор за укрцај терета (због изостанка црпне станице и усисног цевовода), омогућава велику флексибилност у погледу укрцавања различитих врста терета, те омогућава врло велику брзину искрцавања. Недостатак овог система је поскупљивање система уградњом већег броја сисаљки, као и проблеми при изведби погона сисаљке и бртвљења погонског дела према терету. Сисаљке су уроњене у танк заједно с притисним цевоводом и системом за погон сисаљке. Притисни цевоводи се спајају на палуби и комбиновањем притисног цевовода се одређује број различитих врста терета.

### Сисаљке на танкерима
Сисаљке терета су изведене на више начина. Некада су биле највише заступљене клипне сисаљке, које се данас врло ретко срећу, осим као сисаљке за посушивање. Најзаступљеније сисаљке данас су центрифугалне, а употребљавају се још и зупчасте и вијчане сисаљке. Важно је напоменути да се због смањивања испаравања у усисном цевоводу мора омогућити промењива брзина сисаљки, односно смањење брзине рада сисаљке при крају црпљења.

### Погон сисаљки
Погон сисаљки може бити изведен на више начина. Најстарији систем, који је и данас најзаступљенији је погон паром коју производе котлови смештени у машинској просторији. Како котлови у исто време служе и за производњу инертног плина овај систем је врло раширен, као и због чињенице да погон паром неће изазвати искрење. Недостатак овог система је у додатном систему цевовда за пару и изолацији тог цевовода. Други могући начин покретања сисаљки је хидраулика. Ту се употребљава систем уља притиска 200-250 бара који покреће хидромоторе сисаљки терета. Хидропумпе за погоњење хидромотора су смештене најчешће на палуби. Предност овог система је да има већи ступањ искориштења од парног система, али истовремено захтева посебан генератор инертних плинова, као и повећану инсталирану снагу генератора, односно веће инсталиране произвођаче електричне енергије.
Трећи начин покретања сисаљки је уједно и најмање заступљен иако је најекономичнији у раду. То је систем с електромоторним сисаљкама, који има највећи ступањ искориштења у раду, али изискује велике инвестицијске трошкове при изради, који се неће вратити током времена експлоатације брода. Трошкови су повећани због посебне изведбе електромотора који спречава искрење и великог предимензионирања произвођача електричне енергије која је потребна за искрцај терета. Наиме, приликом искрцаја терета захтеви за електричном енергијом су 5-7 пута већи од захтева у пловидби.

## Вентили
Вентили на цевоводу могу бити изведени на више начина. Због своје величине, најчешће се изводе као засун вентили иако постоје и друге изведбе (лептир, нормални вентил). Управљање вентилима је у почетку било изведено ручно, али се због недостатака те врсте отварања (време отварања, дуге осовине вентила подложне оштећењу и блокирању) прешло на даљински управљане вентиле, најчешће хидраулички. 
Да би се могао искрцати и терет високог вискозитета, уграђене су у танкове серпентине за грејање паром.

## Заштита танкера од корозије
Корозија танкова за терет, челичних цеви и арматура у њима врло је јака, посебно у танковима који су се наизменично пунили нафтом и баластном водом (што је данас забрањено). У танковима за сирову нафту корозија је најјача на уроњеној челичној структури. У танковима за лагане деривате од утицаја влажних пара страдају више горњи (изроњени) делови. Против корозије примењују се оне исте електрохемијске силе које и узрокују корозију. Најчешће се примењује заштита магнезијумским анодама , тзв. катодна заштита. Уградњом магнезијумских анода постиже се да се целокупна челична структура, која је деловала деломично као катода, а деломично као анода, претвара у катоду, те више није нападнута. Магнезијумске аноде, које су до сада биле уобичајене на танкерима, све се више замењују анодама од цинка и алуминијума и то после експлозије на једном танкеру, која се приписује искрењу након пада једне магнезијеве аноде на дно танкера.